# Sven Andersson (timmerman)
Sven "Vega-Sven" Andersson, född 4 augusti 1847 i Förkärla, död 22 juli 1928 i Karlskrona, var en svensk timmerman och polarfarare, känd för att ha deltagit i Adolf Erik Nordenskiölds Vegaexpedition för att finna Nordostpassagen 1878–1880.
Under Vegas färd förde han en sedermera uppmärksammad och utgiven dagbok, formulerad som ett samtal med hustrun Maria. Andersson tappade bort dagboken i Nagasaki och därefter är dess öde okänt. Dagboken var försvunnen i 20 år innan den återfanns av en svensk sjökapten vid namn Fröberg i en lumpbod i Shanghai i Kina i april 1898. Fröberg överlämnade dagboken till dåvarande svenske handelsattachén i Östasien, Emil G. Sahlin. Via London kom dagboken slutligen till Sverige 1908 och ingår i Kungliga Vetenskapsakademiens samlingar. Den utgör en viktig källa till information om livet ombord på Vega. Boken gavs ut 1979 under titeln Sven Anderssons journal förd å ångfartyget Vega under expeditionen åt Norra Ishavet, åren 1878–1879.
Andersson fick återse sin dagbok år 1908 då handelsattachén Emil Sahlin överlämnade boken till brodern Carl Sahlin. Carl Sahlin blev mycket intresserad av dagboken och skrev därför brev till Andersson med inbjudan till sitt hem i Laxå. Andersson reste till Laxå utan att veta vad besöket skulle innebära. När Sahlin sedan visade Andersson den försvunna dagboken blev han mycket häpen och lycklig. Han förklarade sig för övrigt tillfredsställd med att hans journal skulle förvaras i en offentlig samling. Hustrun Maria fick alltså aldrig se eller läsa denna dagbok som faktiskt var skriven åt henne.

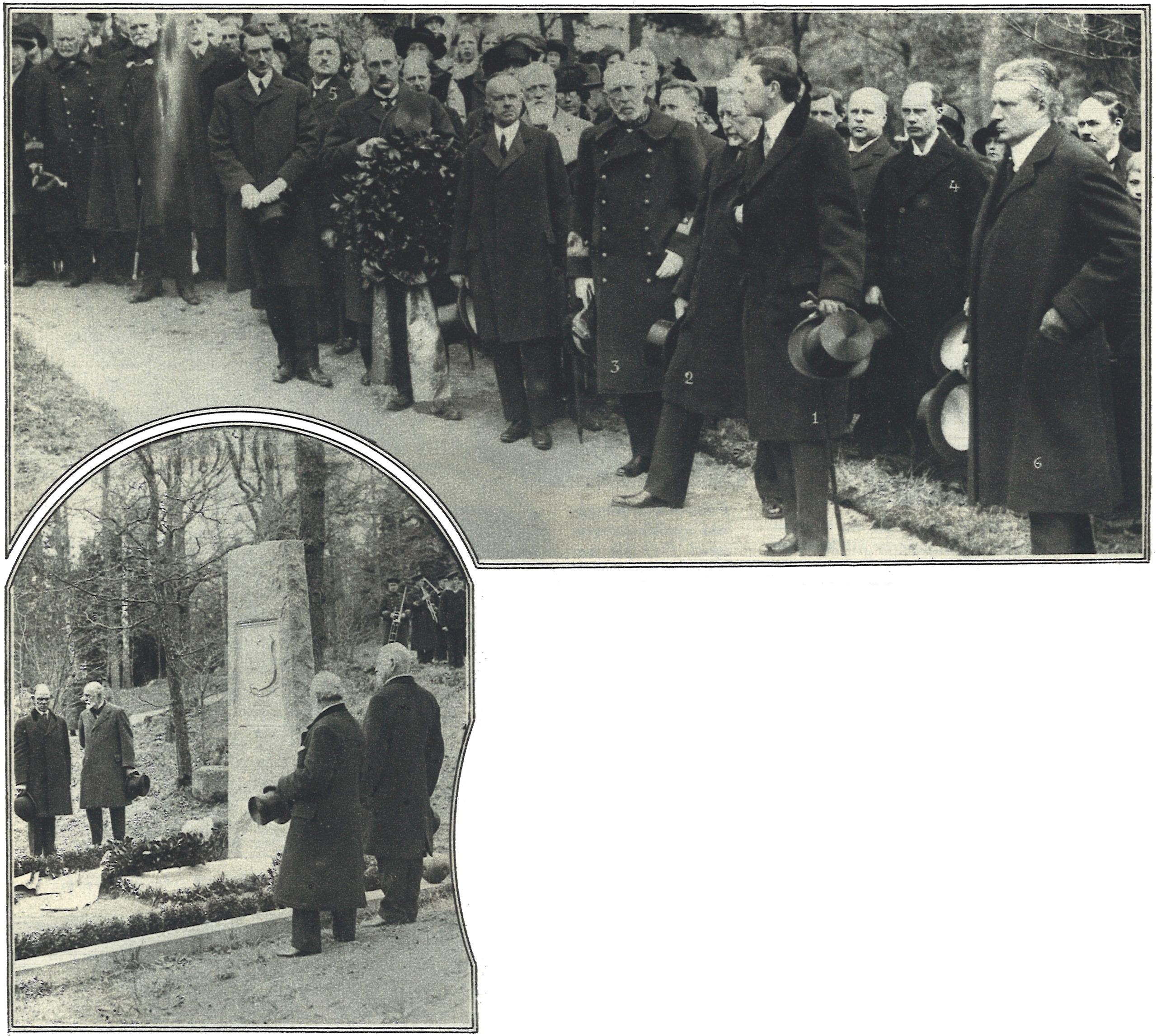
Sven Andersson, andra man från höger i förgrunden på nedre bilden, vid avtäckandet av Louis Palanders minnesvård 1925.

Andersson var av spelmanssläkt. Han och brodern Nils (1836–1923) lärde sig i unga år att spela av fadern Anders Pålsson (1815–1904). Även Svens farbröder Sven Pålsson (1812–1883) och framför allt Hans Pålsson (1835–1922) var framstående spelmän. Vega-Sven lär för övrigt ha tillverkat ett 70-tal fioler under sin levnad. 
För förtjänsten från Vegaexpeditionen köpte Andersson ett hus på Västerudd i Karlskrona, som han ägde från 1881 till 1913, då det såldes till örlogsvarvet. Stugan flyttades på 1950-talet till Wämöparken i Karlskrona efter att stadsdelen Västerudd revs. Där står den fortfarande med benämningen "Vega-Svens stuga".
Andersson var känd för sitt glada humör och muntra fiolspel. Sitt ena ben förlorade han i en olycka på en långresa med korvetten Balder. Hustrun Maria Petersdotter var född 1851 i Listerby och dog 1932. Paret hade flera barn.